# Karl Heinrich Hugelmann
Karl Heinrich Hugelmann (* 6. Oktober 1844 in Kecskemét; † 25. Mai 1930 in Wien) war ein österreichischer Jurist, Statistiker und Historiker.

## Leben
Der Sohn eines Militärarztes studierte 1862 bis 1866 an der Universität Graz Rechtswissenschaften, erwarb das Doktorat (1869) und die Habilitation (1870/71). Er lehrte als Privatdozent für Statistik und Staatskunde an der Universität Graz.
1886 bis 1918 war Hugelmann Hofrat im Reichsgericht, zugleich wirkte er in der statistischen Zentralkommission. Nach dem Ersten Weltkrieg war er 1921 bis 1926 Ersatzmitglied des Verfassungsgerichtshofs. Wie sein Sohn Karl Gottfried Hugelmann verband Karl Heinrich Hugelmann nationales mit katholischen Engagement. Als sein Hauptwerk gilt Hugelmanns Buch über die österreichischen Landtage im Jahr 1848. 